# کبوتردریایی کوچک
کبوتردریایی کوچک(نام علمی: Puffinus assimilis) نام یک گونه از سرده کبوتردریایی‌های آب‌شکاف است.